# Jan Mücke

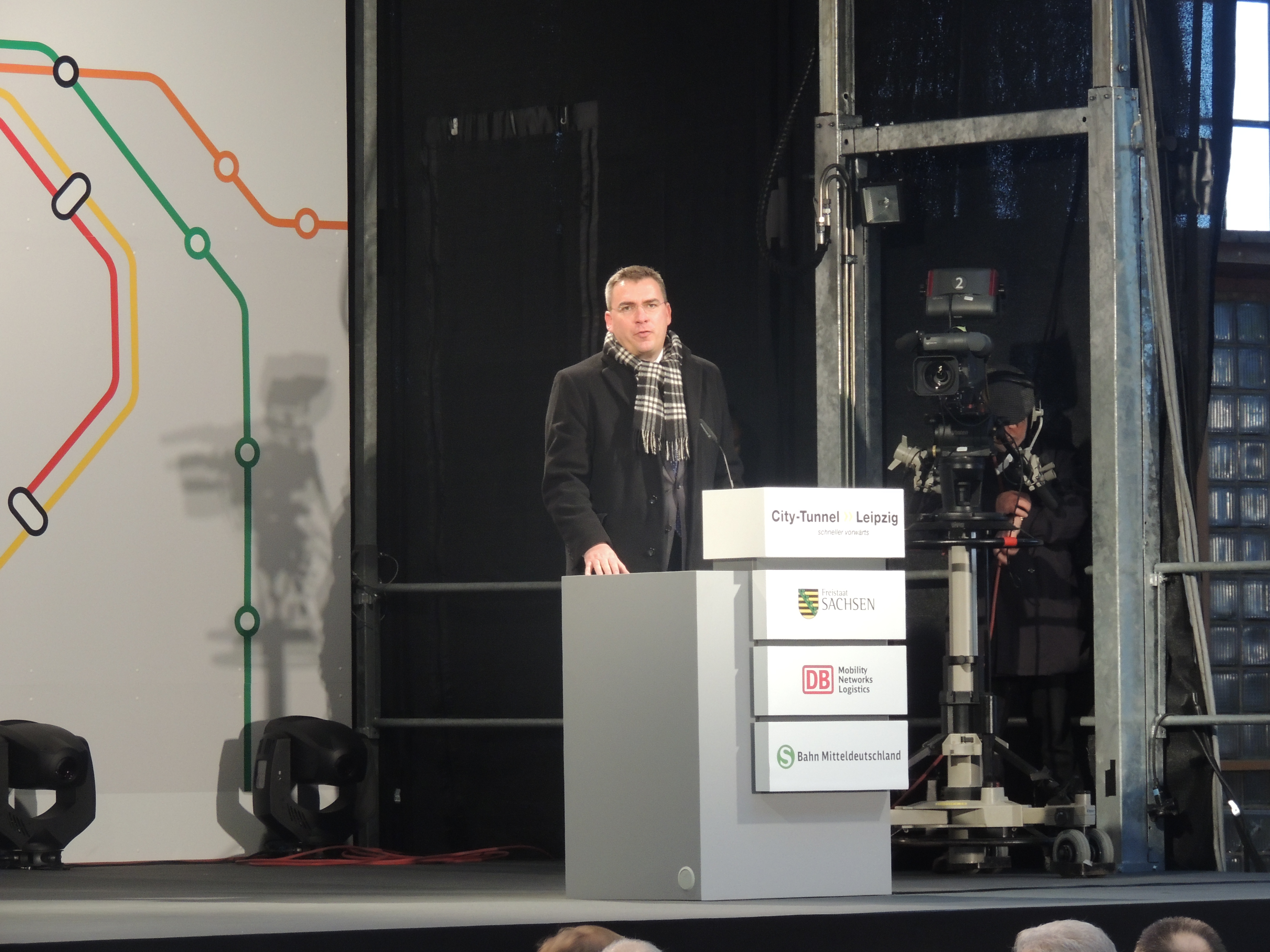
Jan Mücke bei einer Rede zur Eröffnung des Citytunnels Leipzig am 14. Dezember 2013

Jan Mücke (* 18. November 1973 in Dresden) ist ein deutscher Politiker (FDP) und Lobbyist der Tabakindustrie. Er war von 2005 bis 2009 Parlamentarischer Geschäftsführer der FDP-Bundestagsfraktion und von 2009 bis 2013 Parlamentarischer Staatssekretär beim Bundesminister für Verkehr, Bau und Stadtentwicklung. Seit Juli 2014 ist er Geschäftsführer und Sprecher des Deutschen Zigarettenverbands sowie seit September 2019 Geschäftsführer des Bundesverbands der Tabakwirtschaft und neuartiger Erzeugnisse.

## Leben und Beruf
Nach dem Abitur 1992 am Gymnasium Luisenstift in Radebeul war Mücke Soldat auf Zeit bei der Bundeswehr. Er begann 1994 ein Studium der Rechtswissenschaft an der Technischen Universität Dresden, schloss dieses jedoch nicht ab. Seit 1996 ist er als selbständiger Immobilienverwalter tätig.
Von 2004 bis 2005 war er Geschäftsführer der FDP-Fraktion im Sächsischen Landtag.
Seit 1. Juli 2014 ist Mücke Geschäftsführer des Deutschen Zigarettenverbands, was allerdings erst Anfang September 2014 bekanntgegeben wurde. Laut Sächsischer Zeitung ist ungeklärt, warum diese Bekanntgabe erst nach der Landtagswahl in Sachsen erfolgte. Mücke ist Beauftragter des DZV für Beziehungen zur Europäischen Union. Seit 2. September 2019 ist Mücke Geschäftsführer des zu diesem Zeitpunkt neu gegründeten Bundesverbands der Tabakwirtschaft und neuartiger Erzeugnisse.
Er lebt in Radebeul in einer festen Beziehung zusammen mit seinem Freund.

## Politische Karriere
Mücke wurde als Schüler 1991 Mitglied der Jungliberalen Aktion Sachsen. Von 1999 bis 2000 war er Bundesschatzmeister der Jungen Liberalen.
Seit 1993 ist er Mitglied der FDP. Er war 1999 bis 2009 stellvertretender Vorsitzender des FDP-Kreisverbandes Dresden, seitdem ist er Vorsitzender des Kreisverbandes Meißen. Von 2000 bis 2003 und 2005 bis 2007 gehörte er als Mitglied dem FDP-Landesvorstand von Sachsen an. Von 2000 bis 2003 und von 2007 bis 2015 gehörte er dem FDP-Bundesvorstand an.
Von 1996 bis zu seiner Ernennung zum Parlamentarischen Staatssekretär im Bundesministerium für Verkehr, Bau und Stadtentwicklung im Oktober 2009 gehörte er dem Stadtrat von Dresden an. Hier war er von 1999 bis 2002 Vorsitzender der FDP/DSU/FB-Fraktion und von Juni 2004 bis zu seinem freiwilligen Ausscheiden aus dem Stadtrat im Herbst 2009 Vorsitzender der FDP-Fraktion.
Von 2005 bis 2013 war Mücke Mitglied des Deutschen Bundestages. Hier war er seitdem bis 2009 Parlamentarischer Geschäftsführer der FDP-Bundestagsfraktion und Sprecher für Infrastruktur und Luftfahrt. Jan Mücke ist 2009 als Spitzenkandidat der FDP Sachsen über den Listenplatz 1 der Landesliste Sachsen in den Bundestag eingezogen. Sein Wahlkreis war 2009 Dresden II – Bautzen II.
Von 2009 bis 2013 war Mücke Parlamentarischer Staatssekretär im Bundesministerium für Verkehr, Bau und Stadtentwicklung. Nach der verlorenen Bundestagswahl im September 2013 hatte er das Amt zunächst geschäftsführend weiter inne. In Presseberichten wurde ihm danach vorgeworfen, seine Amtspflichten in diesem Zeitraum zu vernachlässigen. Mücke verwahrte sich öffentlich gegen diesen Vorwurf, seine Darstellung wurde vom zuständigen Bundesminister Peter Ramsauer bestätigt.
Bei der Bundestagswahl 2013 erhielt Mücke als Direktkandidat im Wahlkreis Meißen 2,4 % der Stimmen. Obwohl auf Platz 1 der Landesliste der FDP, verpasste Mücke den Einzug in den Bundestag, da die FDP mit 4,8 % der Stimmen an der 5-%-Hürde scheiterte.
Mücke war Mitglied des Stadtrats für die FDP in Radebeul.